# Iatromathematik
Die Iatromathematik (von griechisch ἰατρός iatros, „Heiler, Arzt“; und zu μάθημα mathēma, „Wissenschaft, Mathematik“) oder Iatroastrologie, auch als Astromedizin bezeichnet, war ein medizinisches Konzept, beruhend auf der pseudowissenschaftlichen Astrologie und dazugehörigen mathematischen (bzw. komputistischen) Berechnungen. Es wurde davon ausgegangen, dass die Position der Gestirne einen direkten Einfluss auf den menschlichen Körper und dessen Gesundheitszustand bzw. Krankheiten haben. Umgekehrt sollen Ärzte aus der Konstellation der Sterne Krankheitsursachen, das weitere therapeutische Vorgehen und die Heilungsaussichten ziehen können.
Das zugrunde liegende antike Konzept ist die Melothesie (altgriechisch μελοθεσία melothesia), die Entsprechung von Körperteilen und deren Erkrankungen mit den Einflüssen bestimmter Tierkreiszeichen und Planeten. Diese Entsprechungen wurden ab dem Mittelalter vielfach im sogenannten Homo signorum visualisiert. Wie die Iatromagie verlor die Iatroastrologie im Verlauf des 17. Jahrhunderts ihren Einfluss.

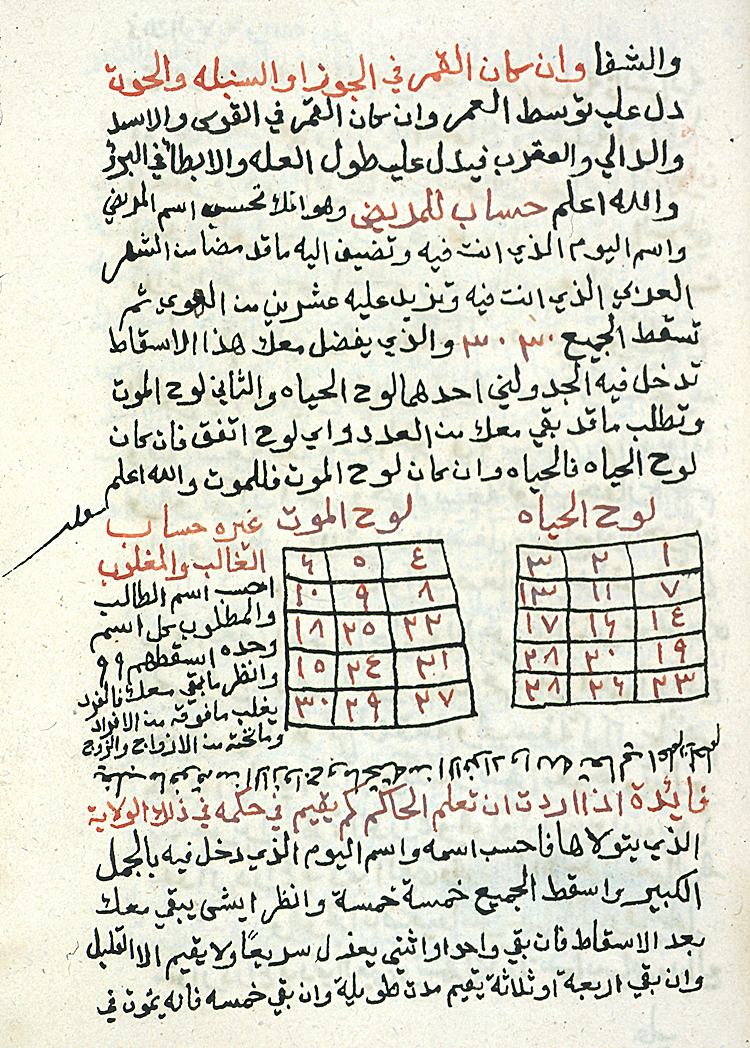
Aus den Zahlenwerten des Namens des Patienten wird dessen Überlebens-Chance errechnet (arabisch Sirr al-Asrar سر الأسرار, lateinisch Secretum secretorum)

## Grundgedanken
Die Iatromathematik geht von einem äußeren Einfluss der Gestirne auf Schicksal und Charakter des Menschen sowie auf den menschlichen Körper und dessen Gesundheitszustand aus, dem die innere Prägung des Menschen durch seine ebenfalls durch die Gestirne beeinflusste Säftemischung, wie sie in der antik-mittelalterlichen Humoralpathologie (Säftelehre) beschrieben wird, entgegensteht. Die astrologischen Konstellationen wurden als wesentlich für die Entstehung von Krankheiten, aber auch die Therapie, wie beispielsweise den Aderlass, beeinflussend angesehen. In der auf dem Zusammenhang von Planeten bzw. Sternzeichen und dem menschlichen Organismus (als Entsprechung von Mikro- und Makrokosmos) basierenden Iatromathematik oder Iatroastrologie verbinden sich somit Astronomie, Astrologie und die humoralpathologische Vier-Säfte-Lehre (beruhend auf der antiken Vier-Elemente-Lehre) zur Astromedizin.

## Geschichte
Die Iatromathematik hatte von der Antike über die Medizin des Mittelalters bis ins 17. Jahrhundert große Bedeutung; ihre Blütezeit war im 16. Jahrhundert.
Bei der spätmittelalterlichen, erstmals als astromedizinisches Kompendium (Handbuch) um 1400 aus verschiedensten heilkundlichen und prognostischen Schriften zusammengestellten Literaturgattung „Iatromathematisches Hausbuch“ (1469 als prächtig bebilderter Kodex im Auftrag des Nürnberger Patriziers Erasmus Schürstab herausgegeben) handelt es sich um Zusammenstellungen von Texten, die den Menschen in Verbindung zum Universum stellen und medizinische Diagnosen und Therapien in Beziehung zu astronomischen Ereignissen setzen. So wurden beispielsweise die für Aderlässe und andere gesundheitsfördernde Maßnahmen günstigsten Zeitpunkte anhand astrologischer Berechnungen bestimmt. Inhalte solcher laienastrologisch durchwirkten iatromathematischen Kompendien bzw. Textsammlungen erscheinen später auch in der sogenannten Hausväterliteratur (Als Vorläufer der weit verbreiteten medizinisch-iatromathematischer Hausbücher gilt die Tradition der Regimen-sanitatis-Literatur.)
Ein bedeutender Vertreter iatromathematischer beziehungsweise astromedizinischer Lehren war Agrippa von Nettesheim. Einer der ersten Iatromathematiker des 16. Jahrhunderts war der aus Randersacker stammende Arzt und Geistliche Jakob Schönheitz, der sich um 1500 auch in Frankfurt am Main aufhielt und 1502 in Nürnberg seine gegen Giovanni Pico della Mirandola gerichtete Apologia astrologiae veröffentlichen ließ. Eine weitere frühneuzeitliche Darstellung der Iatromathematik war die 1531 gedruckte Vorlesung von Georg Tannstetter mit dem Titel Artificium de applicatione Astrologiae ad Medicinam (deutsch: „Kunstvolles Werk über die Anwendung der Astrologie auf die Medizin“).
Noch in der Gegenwart wenden Astrologen wie etwa die Ebertin-Schule Horoskope zur Diagnose angeblicher karmischer Prägungen an, die sie als Ursache vor allem psychosomatischer Krankheitsbilder vermuten.